# Nils Bringfelt
Nils Alvar Bringfelt, född 21 april 1903 i Hovs församling, Östergötlands län, död 25 december 1985 i Partille församling, Göteborgs och Bohus län, var en svensk konstnär. 
Han var gift 1934-1950 med konstnären Anna-Lisa Bringfelt och blev mest känd för sina färgträsnitt. 
Nils Bringfelt bedrev studier på Valand och Konstakademien under 1920- och 30-talet. Han började göra träsnitt 1948, från början skar han i massivt trä, men övergick sedan till att arbeta med plywood. Under 40- 50- och 60-talen hann han med att skapa över 600 färgträsnitt. Upplagan var vanligen 25 stycken, alla tryckta för hand. Bringfelt är representerad på Moderna museet, Nationalmuseum och ett flertal länsmuseer.
Vid sidan av verksamheten som bildkonstnär utgav Nils Bringfelt 1963 även ett omfattande urval tolkningar av Charles Baudelaires Det ondas blommor. 